# かべうち
かべうちは、かべうち制作チームが開発・運営する落書き系イラスト投稿ソーシャル・ネットワーキング・サービス。
クリエイターがスケッチブックに書いた落書きやラフ絵のようなものを気軽に公開するサービスとして位置づけられている。
「好きなクリエイターの作品を見る」ことを想定したサービスになるため、クリエイターを検索することはできるが、作品をキーワードやタグなどから検索する機能はない。
本サービスはクリエイター支援プラットフォームとは競合しないサービスであり、
ネット投げ銭のような「さしいれ」の仕組みは実装されるが、継続的にクリエイターを支援をする機能は実装されない。
そのため開発者は、絵で生活することを目的としているユーザーには向かない面がある、としている。
2018年9月27日にβ版が公開され、11月30日にユーザー登録数が10万人を超えた。β版公開から1年後の2019年9月27日に正式版として公開された。